# フランツ (企業)
フランツ（Franz Inc.）は、アメリカ合衆国のコンピュータ・ソフトウェア開発会社。カリフォルニア州オークランドに本拠を置き、Lispプログラミング言語処理系およびセマンティック・ウェブ関連技術の開発で知られる。社名は作曲家のフランツ・リストに由来する。

## 歴史

### 創立前史
1970年代終わりから1980年代始めにかけて、カリフォルニア大学バークレー校では、リチャード・フェイトマンらによってFranz Lispと呼ばれるLisp処理系が開発されていた。Franz Lispはコンピュータ数式処理系“Macsyma”のホスト処理系として運用されることを主な目的としており、Macsymaの実装に元々使われていたMaclispをベースとしていた。
当初、Macsymaは主にDEC PDP-10上で動作していたが、当時としては巨大なシステムだったMacsymaを運用するにはPDP-10のアドレス空間では不十分であり、この問題を解消するため、MITではLispプログラムの処理に特化したLispマシンの開発が試みられた。しかし初期のLispマシンは量産もされておらず、一般には入手しづらかった。このためフェイトマンらは、汎用ミニコンとして新たに登場したDEC VAX-11/780上でMacsymaを運用できるLisp処理系の開発に着手した。作曲家フランツ・リスト(Franz Liszt)にちなんでFranz Lispと名付けられたこの処理系は、BSDの一部として無料で配布されたこともあって、1980年代半ばまでには、VAX上で動作する代表的なLisp処理系としての地位を確立していた。

### 創立から現在まで
1984年、当時カリフォルニア大学バークレー校の大学院生で、同学の科学ソフトウェアサポート部門の責任者だったフリッツ・クンツェは、Franz Lispの商業的価値に着目し、これまでの無料ではあるがサポート無しの流通形態から、有料ではあるが充実したサポートを行う方向性への転換を図ろうとした。同年、このクンツェの呼びかけによって、フェイトマンおよびその共同開発者ら（ジョン・フォデラーロ、キース・レイヤー、ジョン・スクロウア）とともに創立されたのが、フランツ(Franz Inc.)である。資本金は500ドルで、会社の本拠はクンツェ宅の客用寝室に置かれた。
当初は開発用のコンピュータを購入する資金すらなかったため、サン・マイクロシステムズから、同社の最新型ワークステーションにFranz Lispを移植することを条件にマシンを無料提供してもらい、開発を続けた。このような移植を条件とする契約を各社と取り結ぶことによって、Fraz Lispは数多くのマシンで稼働することとなり、フランツの業界での地歩を固めていくきっかけとなった。
しかし1985年頃になると、Lisp処理系の世界では国防高等研究計画局の支援を受けて新たに策定されたCommon Lispが広まりをみせており、特にCommon Lisp標準化委員会および国防総省との強い繋がりがあったルシード(Lucid Inc.)の処理系“Lucid Common Lisp”が、次第に市場を席巻するようになっていた。この流れをうけてフランツは、それまでのFranz LispからCommon Lispへの路線変更を余儀なくされる。創立者の一人であるジョン・フォデラーロは1年間、自宅にこもって新たなCommon Lisp処理系の開発に専念した。
当時資金難に陥りつつあったフランツは、新開発のCommon Lisp処理系をルシードの製品より安価で提供することによって巻き返しを図ろうとした。1986年にリリースされた最初のCommon Lisp処理系は“ExCL”(Extended Common Lisp)と名付けられ、フランツはこの処理系をテクトロニクスに売り込むことに成功する。1988年、ExCLは“Allegro Common Lisp”に改称され、その直後、Cray X-MPスーパーコンピュータにも移植された。1994年にはライバルのルシードがC++処理系への事業転換に失敗して倒産（Lucid Common Lispの権利はその後、ハーレクイン(Harlequin Ltd.)、ザナリス(Xanalys Corp.)を経てLispWorksへと受け継がれている）。Allegro Common Lispはその軽量かつ高速な動作で成功をおさめ、現在ではCommon Lisp処理系市場においてLispWorks製品と並ぶ地位を確立している。

## 主な製品
- Allegro Common Lisp - 高度な最適化を行うCommon Lisp処理系。統合開発環境、AllegroCache（動的オブジェクトキャッシュデータベース）、AllegroServe（Common LispベースのWebサーバ）、Allegro Prolog（ピーター・ノーヴィグによる実装を基にしたProlog処理系）等が組み込まれている
- AllegroGraph RDFStore - RDFグラフデータベース